# Samantha Molina
Samanta Molina (ur. 10 października 1982 w Terracinie) – włoska wioślarka.

## Osiągnięcia
- Mistrzostwa Świata Juniorów – Linz 1998 – czwórka podwójna – 13. miejsce[1].
- Mistrzostwa Świata Juniorów – Płowdiw 1999 – dwójka bez sternika – 9. miejsce[1].
- Mistrzostwa Świata Juniorów – Zagrzeb 2000 – czwórka bez sternika – 6. miejsce[1].
- Mistrzostwa Świata – Lucerna 2001 – czwórka podwójna wagi lekkiej – 4. miejsce[1].
- Mistrzostwa Świata – Mediolan 2003 – dwójka bez sternika – 15. miejsce[1].
- Mistrzostwa Świata – Monachium 2007 – dwójka bez sternika – 13. miejsce[1].
- Mistrzostwa Świata – Linz 2008 – czwórka bez sternika – 4. miejsce[1].
- Mistrzostwa Europy – Ateny 2008 – dwójka bez sternika – 4. miejsce[1].
- Mistrzostwa Europy – Montemor-o-Velho 2010 – czwórka bez sternika – 2. miejsce[1].